# Anna Orso
Anna Orso (auch Anna Maria Orso; * 11. Dezember 1938 in Neapel; † 14. August 2012 in Rom) war eine italienische Film- und Fernsehschauspielerin.

## Leben
Anna Orso begann in den 1960er Jahren ihre Karriere als Fotomodell und wurde kurz darauf für den Film entdeckt. 1966 spielte sie Shems Frau im Hollywoodklassiker Die Bibel. Danach wirkte sie in den 1960er Jahren in Italowestern wie Gentleman Joe - Der Rächer bin ich, Der Tod ritt dienstags, Io e Dio und Quarta parete mit.
1973 war sie in Der Erbe  in der Rolle als Giovanella Cordell neben Jean-Paul Belmondo und 1975 als Marcella neben Curd Jürgens in der deutschen Produktion Der zweite Frühling zu sehen.
2003 stand sie als einer der Engel in Engel in Amerika neben Al Pacino und Meryl Streep vor der Kamera und 2004 in einer Gastrolle in Die Tiefseetaucher neben Bill Murray.
2006 übernahm sie eine Rolle in einer Episode der italienischen TV-Serie Don Matteo mit Terence Hill in der Hauptrolle. 2008 war sie als Guaritrice im Fantasyfilm L′anno mille und als Mutter in Palermo Shooting zu sehen. 2010 spielte sie die Maria Gradoli in der sechsteiligen italienischen Fernsehserie Mio figlio - Altre storie per il commissario Vivaldi um Kommissar Vivaldi.
Anna Orso arbeitete zudem als Fotomodell.

## Filmografie (Auswahl)
- 1964: Storie sulla sabbia
- 1966: Die Bibel (The Bible: In the Beginning…)
- 1967: Shamango (Gentleman Jo… uccidi)
- 1967: Der Tod ritt dienstags (I giorni dell'ira)
- 1969: Io e Dio – Regie: Pasquale Squitieri
- 1969: Quarta parete – Regie: Adriano Bolzoni
- 1973: Der Erbe (L’héritier) – Regie: Philippe Labro
- 1973: Der Todeskuß des Paten (Baciamo le mani) – Regie: Vittorio Schiraldi
- 1974: Die Sünden der Lucrezia Borgia (Lucrezia giovane) – Regie: Luciano Ercoli
- 1974: Cagliostro – Im Schatten des Todes (Cagliostro) – Regie: Daniele Pettinari
- 1975: Der zweite Frühling
- 1980: Der Sprung ins Leere (Salto nel vuoto) – Regie: Marco Bellocchio
- 1982: Giuseppe Verdi – Eine italienische Legende (Verdi) (Fernseh-Miniserie)
- 1983: The Executor – Der Vollstrecker (Gli sterminatori dell'anno 3000) – Regie: Giuliano Carnimeo
- 1985: Der Denunziant (Il pentito) – Regie: Pasquale Squitieri
- 1986: Der Teufel im Leib (Il diavolo in corpo)
- 1992: Adelaide – Regie: Lucio Gaudino
- 1995: Io e il re – Regie: Lucio Gaudino
- 2001: Bel Ami – Liebling der Frauen (L'uomo che piaceva alle donne – Bel Ami)
- 2003: Mein Haus in Umbrien (My House in Umbria) (Fernsehfilm)
- 2005: Handbuch der Liebe (Manuale d'amore) – Regie: Giovanni Veronesi
- 2008: L′anno mille – Regie: Diego Febbraro
- 2008: Palermo Shooting